# Nora Kulak
Nora Kulak (* 18. Mai 1979 in Berlin) ist eine deutsche Chemikerin und seit 2023 Professorin für anorganische Chemie an der Universität Potsdam.

## Leben
Nora Kulak begann ihr Chemiestudium 1998 an der Ruprecht-Karls-Universität Heidelberg. Nach Erhalt des Diploms schloss sie eine Promotion im Arbeitskreis von Roland Krämer an, die sie 2006 abschloss. Es folgte bis 2008 ein Postdoc-Aufenthalt an der Bundesanstalt für Materialforschung und -prüfung in Berlin. Nach einem weiteren Postdoc-Aufenthalt am Massachusetts Institute of Technology bei Stephen Lippard bis 2010 kehrte sie im darauffolgenden Jahr nach Berlin zurück und begann dort eine Juniorprofessur an der Freien Universität. Von 2020 bis 2023 war sie Inhaberin des Lehrstuhls für anorganische Chemie an der Otto-von-Guericke-Universität Magdeburg. Kulak ist seit dem Juli 2023 Professorin (W3) für Anorganische Chemie an der Universität Potsdam. Seit Oktober 2024 ist sie die Institutsleiterin des Instituts für Chemie der Universität Potsdam.

## Forschungsgebiete
Die Forschung von Nora Kulak lässt sich der bioanorganischen Chemie zuordnen. Schwerpunkt der Arbeiten bildet die Synthese von Metallkomplexen. Durch Einbau von diesen in Biomoleküle können Wechselwirkungen mit der DNA und mit Proteinen untersucht werden.

## Preise und Auszeichnungen
- 2003: Dr. Sophie-Bernthsen-Preis der Universität Heidelberg für das Diplom

- 2004: Promotionsstipendium des Landes Baden-Württemberg

- 2016: Preis der Dr. Otto Röhm Gedächtnisstiftung

- 2020: Nominierung für den Lehrpreis der OVGU „Digitale*r Begleiter*in“